# Serpula tetratropia
Serpula tetratropia är en ringmaskart som beskrevs av Imajima och ten Hove 1984. Serpula tetratropia ingår i släktet Serpula och familjen Serpulidae. Inga underarter finns listade i Catalogue of Life.